# Thomas Burberry
Thomas Burberry, né le 27 août 1835 à Brockham (Betchworth, Surrey) et mort le 7 avril 1926 à Hook (Hampshire), est un spécialiste de la confection britannique, célèbre pour avoir créé la marque de luxe de renommée mondiale Burberry.

## Biographie
Thomas Burberry naît le 27 août 1835 dans le petit village de Brockham dans le Surrey. Fils de Thomas Burberry et d'Elizabeth Flint, il se prend de passion dès le plus jeune âge pour la gymnastique. Sportif accompli, il est souvent invité dans les hauts plateaux écossais pour prendre part à des compétitions entre petits agriculteurs. C'est en fréquentant ce milieu paysan que Thomas Burberry en vient à inventer le tissu révolutionnaire qui fait le succès de son affaire. Tout commence lors d'une visite médicale de l'hiver 1856. Victime de rhumatismes précoces, il se fait prescrire par son praticien de ne plus porter son imperméable en caoutchouc, lequel protège de la pluie, mais ne permet pas d'évacuer la transpiration. 
Apprenti drapier la semaine, il décide d'ouvrir sa propre échoppe de vêtements de pluie à Basingstoke, la ville voisine. Obnubilé par la recherche d'une matière imperméable respirante, il trouvera sa réponse lors d'une rencontre avec un berger de sa région, avec qui d'ailleurs il devient ami. La veste de ce dernier avait en effet l'étonnante particularité de résister presque complètement à la pluie tout en laissant s'échapper la sueur. L'homme attribuait cela aux produits utilisés pour le baignage des moutons, ayant pour but de protéger la laine des intempéries. Après plusieurs essais, Burberry finit par créer en 1880 la gabardine, un tissu imperméable et très résistant, dont les fils sont rendus étanches avant le tissage et dont la texture poreuse permet la ventilation. Fort de sa découverte, il part s'installer en 1891 sur Haymarket à Londres et commence à se faire connaître dans tout le pays. En 1919, Burberry est déclaré habilleur officiel de la Cour par le roi Édouard VII.

## Vie personnelle
Il était chrétien baptiste et aimait diriger des réunions de prière chaque matin .